# Barrio General de División Manuel Nicolás Savio

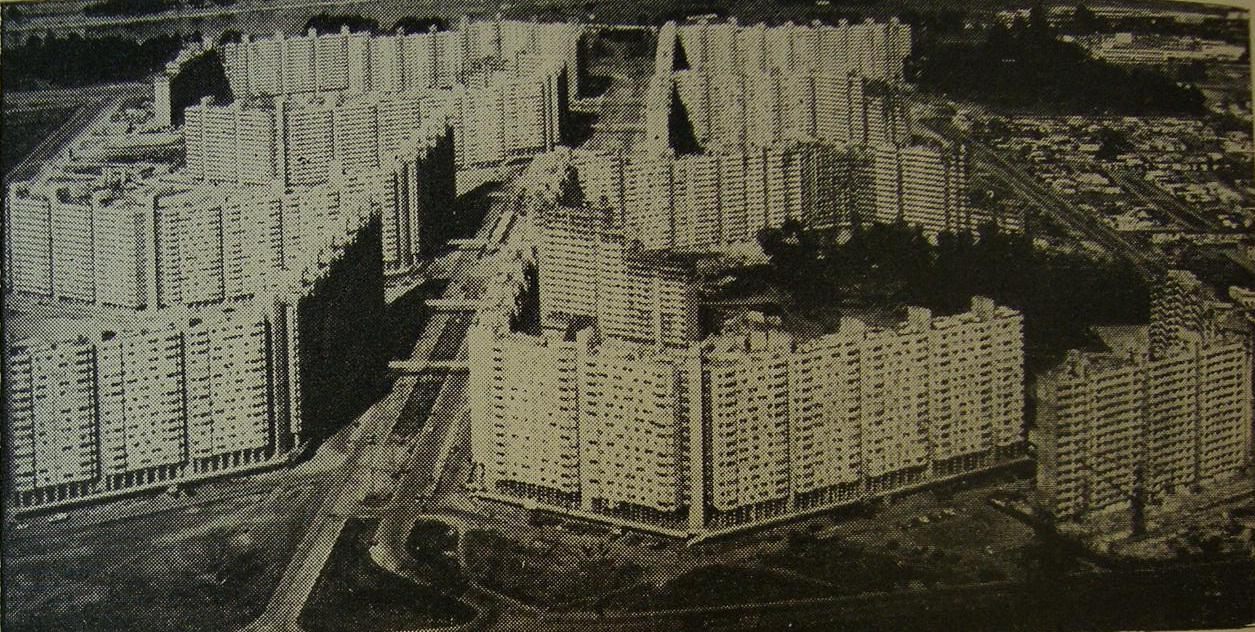
El barrio, aún en construcción, hacia 1970.

El Barrio General de División Manuel Nicolás Savio es un complejo habitacional ubicado en el barrio de Villa Lugano, al sur de la Ciudad de Buenos Aires, Argentina. Inicialmente fue llamado Conjunto Urbano Lugano I y II y conserva ese nombre popularmente.
El barrio fue planificado hacia 1969 en el marco del Plan Piloto del Parque Almirante Brown, que contemplaba la zonificación para diversos usos de los terrenos hasta ese entonces anegadizos que se conocían con el nombre de Bañado de Flores y que habían sido saneados. La Organización del Plan Regulador de la Municipalidad de la Ciudad de Buenos Aires , con el apoyo económico de un crédito del Banco Interamericano de Desarrollo, planificó una serie de conjuntos habitacionales en el recién creado Parque Almirante Brown.

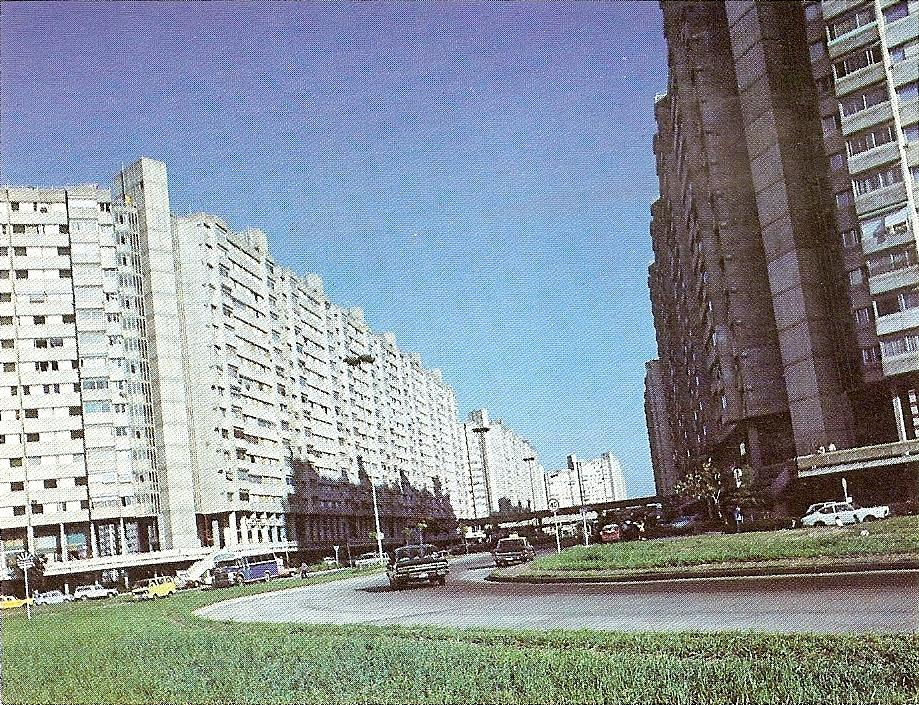
La Av. Soldado de la Frontera en 1980.

El proyecto fue realizado en conjunto con la Comisión Municipal de la Vivienda (CMV), que empleó un equipo de 33 arquitectos, 30 ingenieros, 5 sociólogos, 5 agrimensores, 5 economistas y 76 técnicos para diseñar y desarrollar el Conjunto Habitacional Lugano I y II, que comenzó a construirse hacia 1970. 
La 1º etapa, comprendida por 1000 viviendas, fue inaugurada el 19 de diciembre de 1970, concluyéndose definitivamente en febrero del año siguiente. La 2º etapa, comenzada en agosto de 1971, pasó a estar a cargo del FONAVI en 1972, y se terminó en partes, entre octubre de ese año y marzo de 1973. Al concluirse, se totalizaron 118 edificios en tira, del tipo conocido como monoblocks, de 14 pisos cada uno, con 4 departamentos por piso. La planta baja fue reservada para circulación libre y acceso a las viviendas, ya que se construyeron locales comerciales a la altura del 1º piso, con acceso por escaleras que conducen a galerías elevadas a lo largo de cada tira de edificios. Además, se inauguraron 4 escuelas primarias con jardín de infantes. 

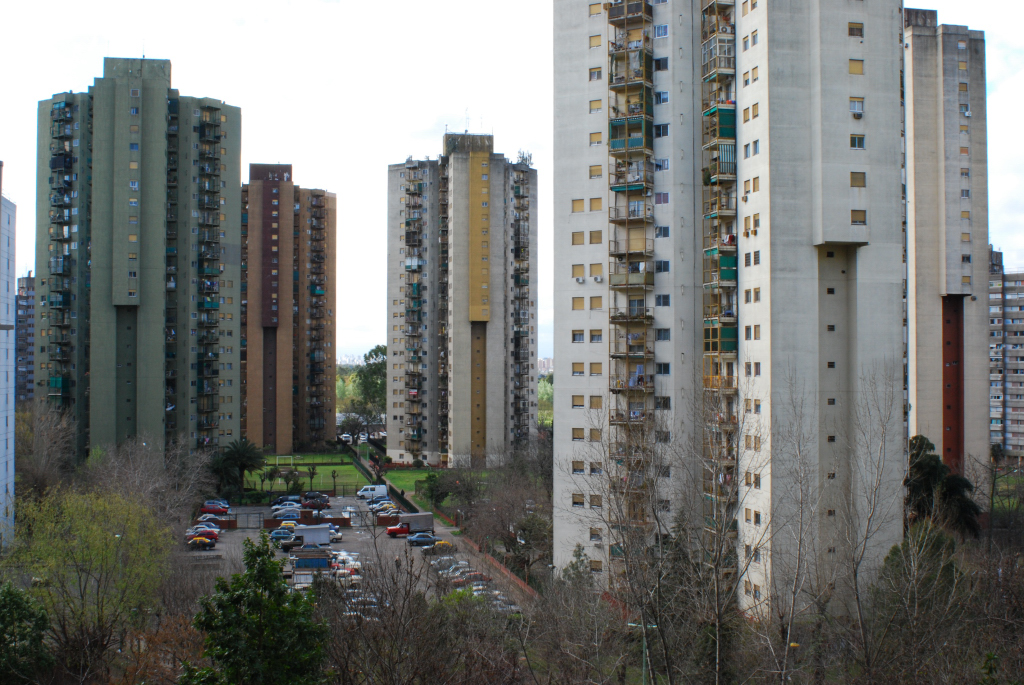
Las Torres de Savio III, en una foto de 2008.

El barrio también contó desde su comienzo con un centro cívico, compuesto por un supermercado, correo, juez de paz, una sala de atención médica, una plaza, una iglesia, un centro comunitario, un club social y deportivo y una guardería, en el núcleo del conjunto y también en una superficie elevada al nivel del 1º piso de los edificios, conectada por puentes sobre la Av. Soldado de la Frontera.
A fines de la década 1970 se concretó el complejo, al iniciarse la 3º etapa del proyecto, también conocida como Savio III. Comprendió 11 torres de planta baja y 22 pisos, de 136 departamentos cada una. Las últimas 3 torres se construyeron entre 1984 y 1985, a cargo de las empresas Calcaterra S.A., Eugenio Grassetto S.A. y Benito Roggio e hijos S.A., y se aplicaron en ellas algunas mejoras con respecto a las anteriores: cocinas y comedores más amplios, balcones más profundos, patios particulares para los departamentos del 1º piso.
En la actualidad viven aproximadamente 50.000 habitantes. 

## Galería

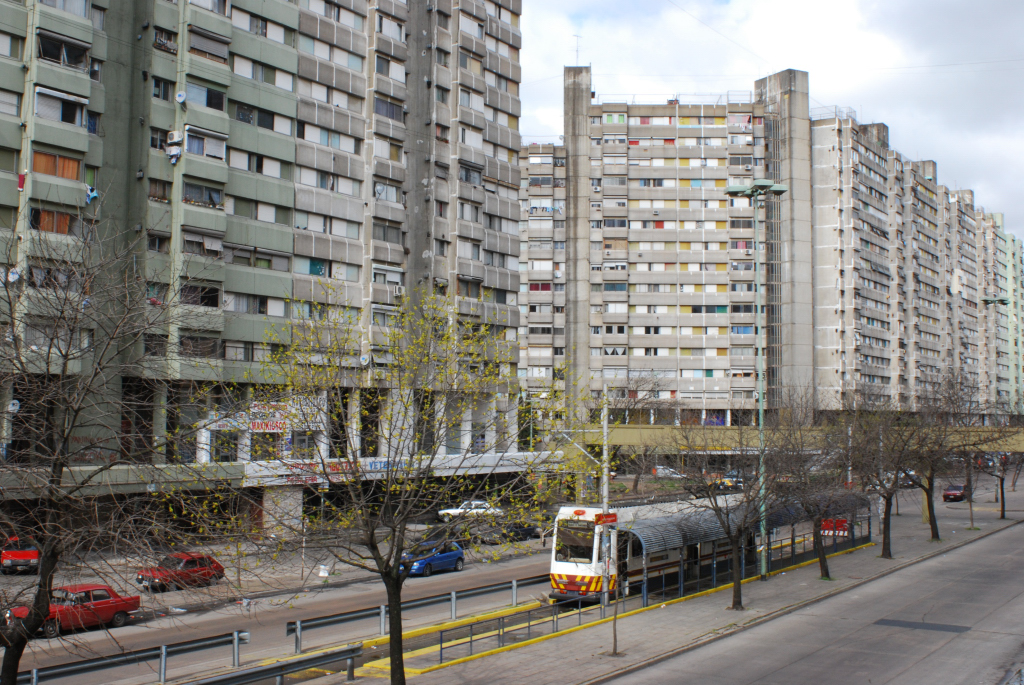
Los edificios en 2008.
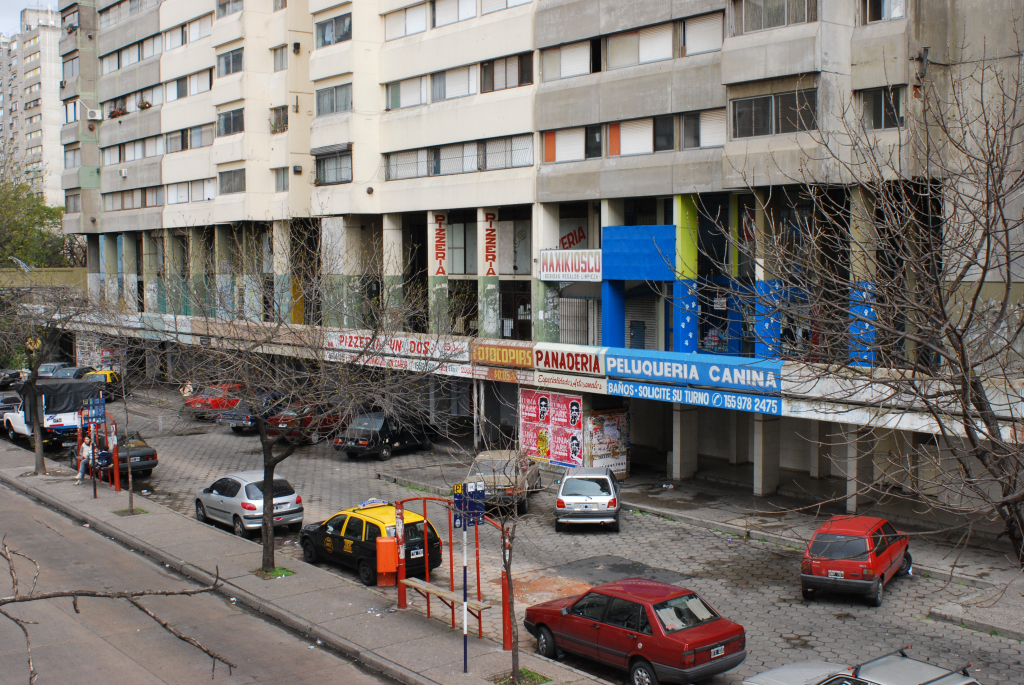
Comercios alineados en el primer piso de los edificios, en 2008.
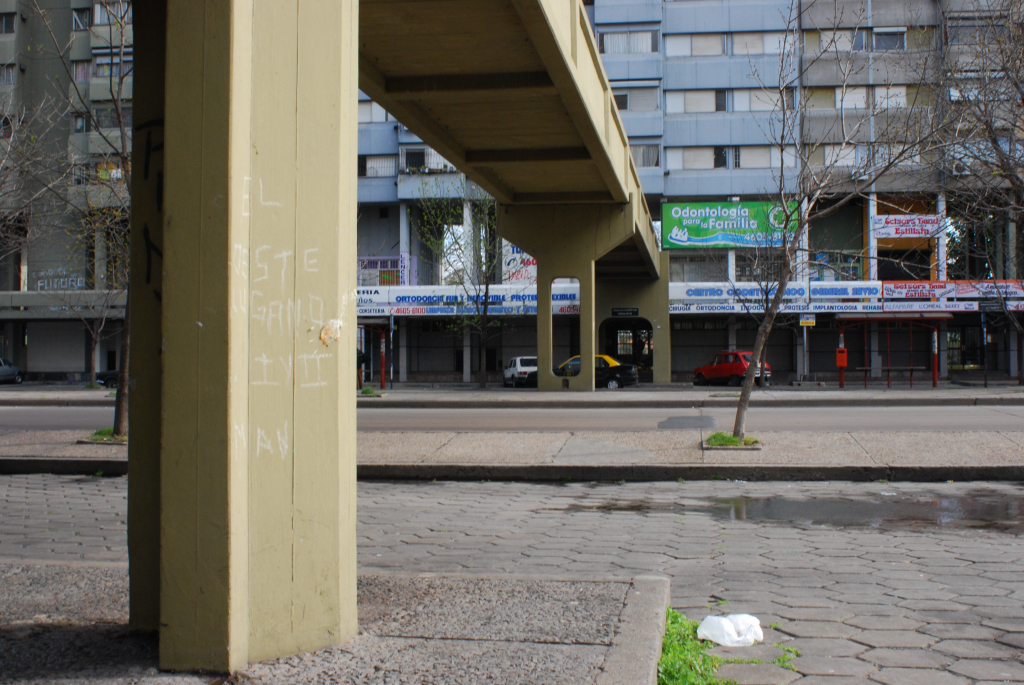
Pasarela peatonal sobre la Av. Soldado de la Frontera, en 2008.
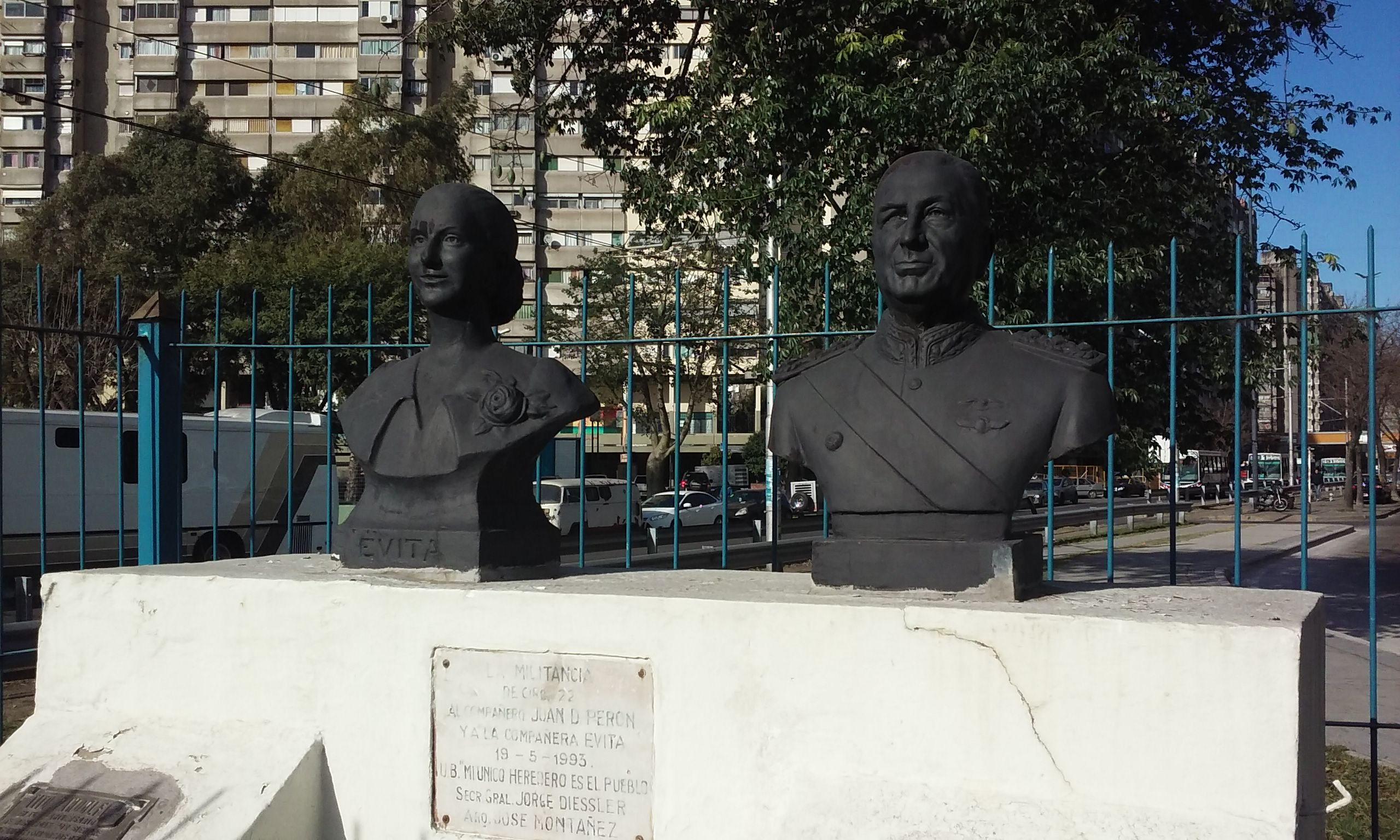
Bustos de Juan Domingo Perón y de Eva Perón en la entrada del conjunto.